# Кветтаский командно-штабной колледж
Кветтаский командно-штабной колледж (англ. Command and Staff College) — старейший и самый престижный командно-штабной колледж пакистанской армии.

## История
Колледж был открыт в 1905 году неподалёку от Бомбея лордом Китченером (главнокомандующим армией Британской Индии). 1 апреля 1905 года бригадный генерал Бейли занял должность ректора колледжа и первая партия из 24 офицеров приступила к занятиям. В 1907 году колледж был перенесён из пригорода Бомбея в Кветту.
Во время разрушительного землетрясения 31 мая 1935 года, которое унесла 40 000 жизней, здание колледжа не получило серьёзных повреждений.
Главное здание колледжа было снесено 26 марта 1971 года и на его месте решено было построить более просторное и современное помещение. Строительство нового здания завершилось в 1975 году, были пристроены башня с часами, библиотека и зимний сад.
Командно-штабной колледж стал альма-матер многих известных солдат из разных стран. Некоторые из знаменитых выпускников: фельдмаршалы — Арчибальд Уэйвелл, Бернард Лоу Монтгомери, Клод Окинлек (Великобритания), Томас Блэми (Австралия), Айюб Хан (Пакистан) и Сэм Манекшоу (Индия). Генералы — Мухаммад Муса, Яхья Хан, Абдулла Гюль Хасан, Тикка Хан, Зия-уль-Хак, Аслам Бек, Тарик Маджид, Асиф Наваз и Абдул Вахид Какар (все из Пакистана).
В 2000 году были внесены серьёзные изменения в методологию преподавания генерал-лейтенантом Тариком Васимом Гази.
В 2005 году колледжу исполнилось сто лет. Президент Пакистана, генерал Первез Мушарраф, выпускник и бывший преподаватель, присутствовал на торжестве в качестве главного гостя.